# 82559 Emilbřezina
82559 Emilbřezina  è un asteroide della fascia principale. Scoperto nel 2001, presenta un'orbita caratterizzata da un semiasse maggiore pari a 2,6489720 UA e da un'eccentricità di 0,0929451, inclinata di 3,42658° rispetto all'eclittica.